# 落跑雞：雞塊新時代
《落跑雞：雞塊新時代》（英語：Chicken Run: Dawn of the Nugget）是一部2023年英美法合拍的定格動畫喜劇片，2000年電影《落跑雞》的續集，由山姆·菲爾執導，凱瑞·寇派崔克、約翰·奧法雷爾和瑞秋·特納德撰寫劇本，菲爾撰寫故事，譚蒂·紐頓、柴克·萊威、貝拉·拉姆齊、伊美黛·史道頓、琳恩·佛葛恩、大衛·布拉德利、簡·霍羅克斯、羅梅什·阮甘納桑、丹尼爾·梅斯、若西·塞德維克-戴維斯和尼克·穆罕默德聲演。
《落跑雞：雞塊新時代》2023年12月15日於Netflix全球上線。這部電影獲得正面為主的評價，幽默感、動畫獲得評論家的讚美，盡管部份評論認為本作相較於前作略有遜色。本片入圍第96屆奧斯卡金像獎最佳動畫片角逐名單。

## 配音員
- 柴克·萊威聲演洛奇（Rocky Rhodes）：曾經是美國馬戲團的公雞。
- 譚蒂·紐頓聲演金潔（Ginger）：聰穎睿智的英國雞群領袖。
- 貝拉·拉姆齊聲演莫莉（Molly）：洛奇和金潔的女兒。
- 羅梅什·阮甘納桑（英语：Romesh Ranganathan）聲演尼克（Nick）：憤世嫉俗的胖老鼠，常替雞群們偷渡物資。
- 丹尼爾·梅斯（英语：Daniel Mays）聲演費奇（Fetcher）：搞笑的瘦老鼠，尼克的生意夥伴。
- 大衛·布拉德利聲演弗勒（Fowler）：雞場的資深老公雞，英國皇家空軍中校，喜愛吹噓自己的軍旅生涯
- 簡·霍羅克斯聲演小寶（Babs）：喜愛編織的樂天派胖母雞。
- 伊美黛·史道頓聲演邦迪（Bunty）：雞場中的下蛋冠軍。
- 琳恩·佛葛恩（英语：Lynn Ferguson）聲演瑪柯（Mac）：金潔的天才蘇格蘭助手。
- 若西·塞德維克-戴維斯（Josie Sedgwick-Davies）聲演卷毛（Frizzle）
- 尼克·穆罕默德（英语：Nick Mohammed）聲演弗萊博士（Dr. Fry）麦丽莎·特维迪的第二任丈夫。
- 彼得·塞拉菲諾維奇（英语：Peter Serafinowicz）聲演雷金纳·史密斯（Reginald Smith）︰經營连锁餐厅兰食洛特骑士的商人。
- 米兰达·理查森聲演麦丽莎·特维迪（Melisha Tweedy）︰上集給第一任丈夫特维迪先生（Willard Tweedy）擊倒，她沒有死亡。

## 製作
2018年4月，據報導阿德曼動畫正在製作2000年電影《落跑雞》的續集。該片將由頻道製片公司和百代電影公司共同製作，而夢工廠動畫因為《鼠國流浪記》後與阿德曼終止合約關係不會參與製作續集。山姆·菲爾執導，保羅·庫利（Paul Kewley）和尼克·帕克製片。首集的編劇凱瑞·寇派崔克和約翰·奧法雷爾將回歸。阿德曼聯合創始人彼得·洛德和大衛·斯普羅斯頓擔任執行製片人。
2019年4月，該片正式開始前期製作。梅爾·吉勃遜因過去的反猶太主義言論被換角。2020年7月，茱莉亞·莎華拉透露阿德曼打算為她聲演的角色重新選角，稱她現在的聲音聽起來太老。
該片於2021年初開始進行主體拍攝。2022年1月，公佈片名為《落跑雞：雞塊新時代》（Chicken Run: Dawn of the Nugget），柴克·萊威、譚蒂·紐頓、大衛·布拉德利、羅梅什·阮甘納桑和丹尼爾·梅斯取代吉勃、莎華拉、班傑明·維洛、提摩西·司伯、菲爾·丹尼爾斯，而簡·霍羅克斯、伊美黛·史道頓和琳恩·佛葛恩回歸聲演。貝拉·拉姆齊、若西·塞德維克-戴維斯（Josie Sedgwick-Davies）和尼克·穆罕默德為新角色配音。

## 發行
《落跑雞：雞塊新時代》2023年12月15日於Netflix全球上線。

## 外部連結
- 在Netflix上觀看《落跑雞：雞塊新時代》
- 互联网电影数据库（IMDb）上《落跑雞：雞塊新時代》的资料（英文）